# Riccardo Drigo
Riccardo Eugenio Drigo (ros. Риккардо Эудженьо Дриго; ur. 30 czerwca 1846 w Padwie, zm. 1 października 1930 tamże) – włoski kompozytor muzyki baletowej i operowej, dyrygent orkiestr teatralnych i pianista.
Drigo był długoletnim kapelmistrzem i dyrektorem muzycznym Baletu Teatru Maryjskiego w St. Petersburgu, dla którego komponował muzykę dla oryginalnych prac i wznowień choreografów Mariusa Petipa i L. Iwanowa. Drigo występował także jako dyrygent orkiestry w przedstawieniach opery włoskiej Cesarskiego Teatru Maryjskiego. Podczas jego kariery w St. Petersburgu, Drigo prowadził premiery i regularne występy prawie każdego baletu i opera włoskiej granej na carskiej scenie.
Drigo pisał zarówno oryginalnych kompozycje dla całych przedstawień baletowych, jak i uzupełniającą muzykę pisaną ad hoc jako dodatek do istniejących już dzieł. Drigo dokonywał też adaptacji już istniejących partytur, do takich należy jego redakcja z 1895 partytury Jeziora Łabędziego Czajkowskiego. Liczne utwory Drigo są i dzisiaj wykonywane i uważane za kamienie węgielne repertuaru baletu klasycznego.

## Życie
Riccardo Eugenio Drigo urodził się w Padwie, we Włoszech 30 czerwca 1846. Jego ojciec Silvio Drigo był adwokatem a matka, z domu Lupati, udzielała się politycznie. Nikt z rodziny Drigo nie wyróżnił się w muzyce, ale jako 5-latek zaczął brać pierwsze lekcja muzyki u przyjaciela rodziny, Węgra Antonio Joricha. Drigo rychło wyróżnił się między rówieśnikami, osiągając lokalnie uznanie jako pianista. Silvio Drigo ojciec w końcu pozwolił Riccardo wstąpić do prestiżowego Konserwatorium w Wenecji, gdzie studiował pod kierunkiem Antonio Buzzolla, ucznia Gaetano Donizettiego. Drigo spisał swe pierwsze kompozycje jako nastolatek, były to głównie utwory romance i walce. W 1862 pozwolono mu wykonać niektóre jego utwory z miejscową amatorską orkiestrą w Padwie. Dzięki temu występowi, młody Drigo zaczął okazywać zainteresowanie dyrygowaniem. Znaczniejsza okazja do zaprezentowania się jako dyrygent otrzymał Drigo w 1868, kiedy kapelmistrz Teatru Garibaldiego zachorował w przededniu pierwszego wykonania opery komicznej Costantino Dall’Argine z 1867 I Due Orsi (Dwa niedźwiedzie). Dyrygent, odmawiając prowadzenia opery, równocześnie polecił Drigo, ponieważ pianista podczas prób poznał gruntownie partyturę. Drigo odniósł wówczas sukces jako dyrygent i wkrótce zyskał miano drugiego kapelmistrza.
W 1878 podczas sezonu operowego w Padwie dyrektor Cesarskich Teatrów Petersburskich, baron Karl Kister, oglądał przedstawienie L’elisir d’amore Donizettiego, którym Drigo dyrygował, i był pod wrażeniem talentu Drigo, który dyrygował z pamięci – bez nut. Drigo przedstawił wówczas Kisterowi część swych własnych kompozycji. Na co, baron Kister zaoferował Drigo sześciomiesięczny kontrakt dyrygenta w Cesarskiej Operze Włoskiej w St. Petersburgu.

### Rosja

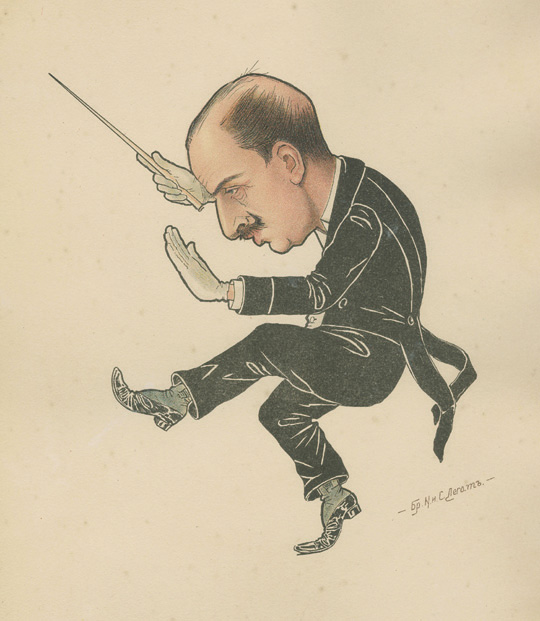
Karykatura Riccardo Drigo z książki Rosyjski balet w karykaturze (Рускій балетъ въ карикатурахъ) braci N. i S. Legat.

Niedługo po przybyciu do St. Petersburga, Drigo prowadził cały repertuar Cesarskiej Opery Włoskiej, granej w tym czasie w Cesarskim Teatrze Maryjskim. Robił niezwykłe wrażenie, dyrygując z pamięci takimi dziełami jak Aida i Bal maskowy Verdiego. Było zwyczajem w cesarskiej Rosji, że przedstawienia teatralne odnotowywała prasa a występy Drigo zawsze zyskiwały pochwały.

### Kompozytor i dyrygent
Cesarska Opera Włoska została rozwiązana przez cara Aleksandra III w 1884 w celu wsparcia operetki rosyjskiej. To pozbawiło Drigo pozycji. Ale 2 lata później, w r. 1886 kapelmistrz Cesarskiego Baletu w Petersburgu, Aleksiej Papkow, odszedł po 34 latach pracy, pozostawiając przedsiębiorstwo bez głównego dyrygenta. Drigo zastąpił go przed początkiem sezonu 1886/1887, debiutując jako dyrygent baletu na 7 października 1886 (25 września 1886 wedle kalendarza juliańskiego) przedstawieniem dawnego wielkiego baletu Córka faraona C. Pugniego, w obecności rosyjskiej pary cesarskiej, miłośników baletu hojnie nań łożących.
Oficjalny kompozytor muzyki Cesarskiego Teatru Baletowego, Austriak Ludwig Minkus, odszedł z funkcji w r. 1886. Dyrektor Teatrów Cesarskich w Peterbsurgu, Iwan Wsiewołożski zniósł wówczas funkcję kompozytora baletu celem większego zróżnicowania muzyki nowo wystawianych przedstawień. Od tego momentu Drigo stał się znany także jako kompozytor, Wsiewołożski zatrudnił go w podwójnej roli kapelmistrza i dyrygenta, co wymagało od Drigo przystosowywania i poprawiania partytur na potrzeby baletu, wedle oczekiwań baletmistrza.
Pierwszy Maître de Balet, Francuz Marius Petipa, przygotował ponowne wystawienie baletu romantycznego La Esmeralda Jules’a Perrota z r. 1841 dla występującej gościnnie w r. 1886 włoskiej baleriny Virginii Zucchi. Drigo otrzymał zadanie ożywienia starej partytury Cesare Pugniego, zlecono mu skomponowanie pas d’action, by uwydatnić dramatyczne talenty baleriny Zucchi, jak i solo wirtuoza skrzypiec i wiolonczeli, szczególnie dla wielkiego Leopolda Auera, pierwszego skrzypka w orkiestrze Cesarskiego Teatru. Wznowienie La Esmeraldy wystawiono pierwszy raz z wielkim sukcesem 29 grudnia [17 grudnia wg kalendarza juliańskiego] 1886 w obecności rodziny carskiej. Pas d’action Drigo pozostaje częścią partytury wystawień La Esmeraldy do dziś i często jest rozciągane do Pas de Six.

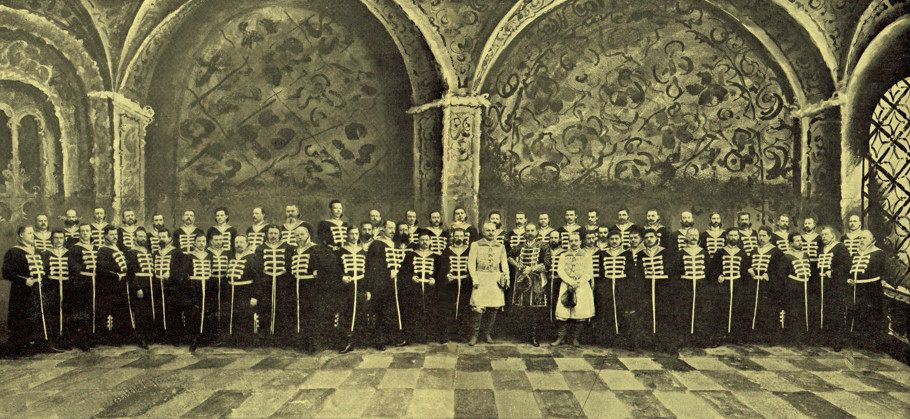
Zdjęcie R. Drigo (w białym stroju z prawej strony) I orkiestry Cesarskiego Teatru Maryjskiego z rocznika Cesarskich Teatrów w Petersburgu, ok. 1905

Po sukcesie La Esmeralda, dyrektor Iwan Wsiewołożski dał Drigo jego pierwszą szansę na skomponowanie całego baletu. Był to La Forêt enchantée (Zaczarowany las), był to także pierwszy balem z choreografia niedawno wyznaczonego drugiego Maître de Ballet Lwa Iwanowa. Balet został wystawiony specjalnie na doroczny występ na ukończenie szkoły baletowej, z najlepszymi absolwentami w wiodących rolach. Premierę miał 5 kwietnia [24 marca wg kalendarza juliańskiego] 1887 na deskach sceny teatru szkoły a później została przeniósł się na scenę Teatru Maryjskiego, gdzie to wystawiono go po raz pierwszy 1 czerwca [15 maja wg kalendarza juliańskiego] 1887 z włoską baleriną Emmą Bessone w głównej roli Ilki. Choreografię Iwanowa krytykowano, partyturę Drigo bardzo chwalono. Krytyk z petersburskiej gazety „Nowy Czas” pisał: „...muzyka tego baletu jest wybitna w sensie symfonicznym, ujawnia doświadczonego kompozytora, człowieka ze smakiem i doskonałego orkiestratora. Zawiera piękne melodie, rytmy nie są przesadne i wszystkiego słucha się z przyjemnością od początku do końca”.
W 1888 Marius Petipa przygotowywał La Vestale, osadzoną w starożytnym Rzymie. Partyturę napisał krytyk muzyczny Michaił Iwanow. Balet stworzono dla włoszki Eleny Cornalba, która namówiła Petipa żeby dokomponować więcej muzyki tanecznej dla występów solowych, a usłyszawszy La Forêt enchantée poprosiła żeby ich kompozytorem był Drigo. Były to dwa utwory L’echo (Echo): canon; oraz Valse mignonne (Słodki walc ), a także wariację L’amour dla Kupida i wariacje dla baleriny Marii Gorszenkowej. Trzy z nich później opublikowano.

### Le Talisman

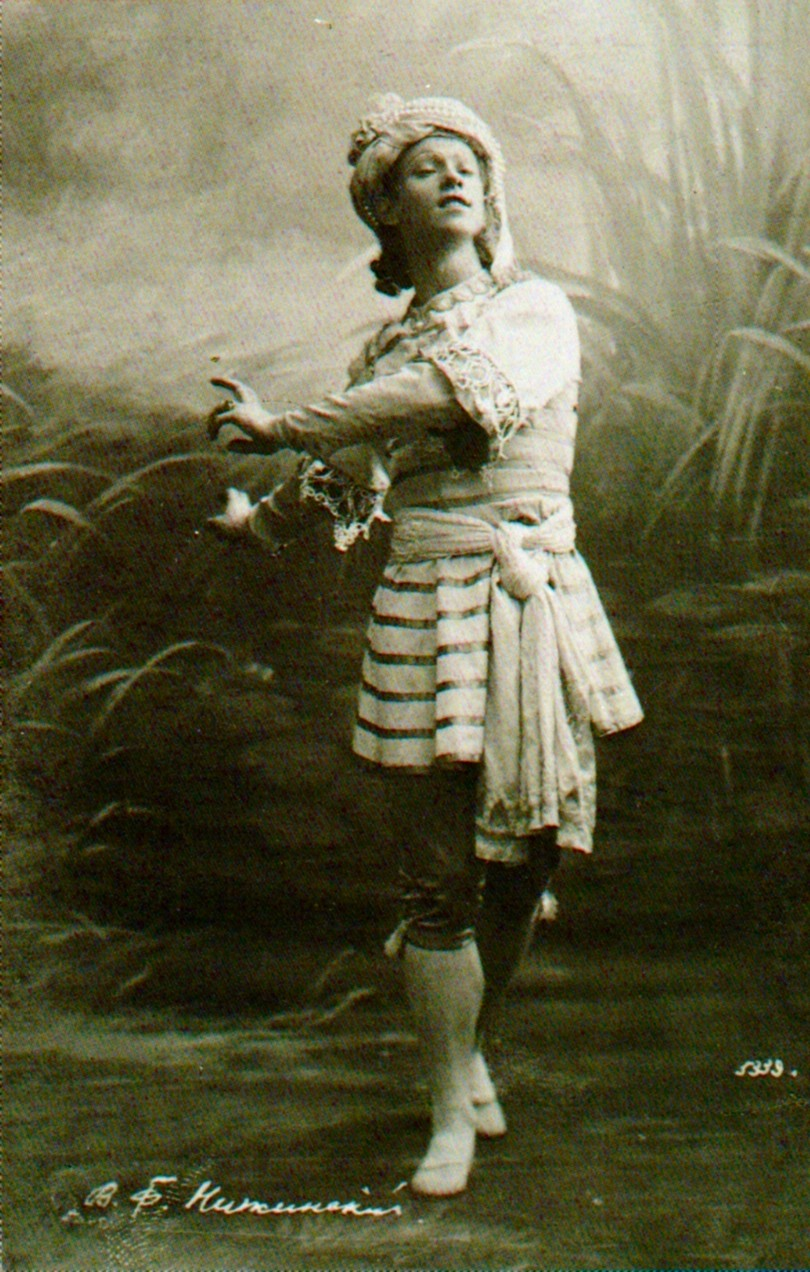
Wacław Niżyński w kostiumie boga Vayou w balecie Nikołaja Legata z muzyką R. Drigo Talizman, Petersburg, 1909

Gdy La Vestale okazała się sukcesem, jego gwiazda Elena Cornalba, poprosiła, aby Drigo napisał całą nową partyturę baletu. Był to Talizman (Le Talisman), opowiadający o hinduskiej Bogini, który schodzi z nieba żeby, by wypróbować swe serce wobec pokus ziemskiej miłości. Balet wystawił pierwszy raz na 6 lutego [25 stycznia wg kalendarza juliańskiego] 1889. Mimo wspaniałej produkcji z wieloma epizodami choreograficznymi, wątek baletu był uważany za nudny. Niemniej, partytura Drigo została uznana przez ówczesnych krytyków za dzieło muzyki baletowej. Aleksandr Benois napisał o swym wielkim zachwycie muzyką Drigo, gdy był młodym studentem w Petersburgu:
„To była prosta i urocza muzyka Drigo, która przyciągnęła mnie (do Talizmanu Petipa). W istocie byłem tak zachwycony tą premierą, że nie mogłem przestać bić brawa i nawet czułem się zmuszony wołać „Mais puisque, excellence, c’est un chef-d'œuvre!”
W następnych latach, Drigo wielokrotnie otrzymywał polecenia zarówno od Mariusa Petipa, jak i lwa Iwanowa, by skomponować uzupełniające odmiany, pas i okolicznościowe tańce do uzupełnienia starszych baletów. Do czasu opuszczenia Rosji w 1919, prawie każde wystawienie tego baletu zawierało wiele uzupełnień Drigo, który później wspominał, że skomponował około 80 takich dodatków i rzadko otrzymywał za nie jakąś zapłatę.
Drigo zamieszkał w petersburskim Grande Hotelu w 1889, który miał pozostać jego domem przez następne trzydzieści lat. W tym czasie Drigo zawarł bliską przyjaźń z Piotrem Czajkowskim, który komponował w tym czasie Śpiącą królewnę dla Mariusa Petipa. W przededniu próby generalnej baletu Drigo zachorował i spytał Czajkowskiego, czy mógłby sam prowadzić orkiestrę. Czajkowski odpowiedział, że jeżeli on poprowadziłby orkiestrę to zrujnowałby swoją pracę, więc Drigo, wciąż chory, zgodził się poprowadzić próbę. Nieśmiały i powściągliwy Czajkowski był od tego czasu wdzięczny Drigo za jego wyjątkowe prowadzenie orkiestry, zwł. po premierze 3 stycznia [15 stycznia] 1890. Drigo poprowadził ostatecznie prawie 300 przedstawień Śpiącą królewnę w Teatrze Maryjskim. Dwa lata późno Drigo poprowadził premierę następnego dzieła Czajkowskiego, Dziadka do orzechów, na 18 grudnia [6 grudnia] 1892.

### La Flûte magique(Magiczny flet)
Drigo skomponował inną partyturę na występ kończący naukę w Cesarskiej Szkole Baletu w 1893. To był jednoaktowy balet La Flûte magique (Magiczny flet ), który opowiadał o zaczarowanym instrumencie, który zmuszał grą do tańczyć wszystko w zasięgu słuchu. Balet został wystawiony przez Lwa Iwanowa i został wystawiony pierwszy raz 4 lutego [23 stycznia] 1893 z wielkim sukcesem na scenie teatru szkoły baletu. Pośród obsady znalazł się Michaił Fokin w głównej roli Luca, który dzięki sukcesowi tego występu dostał angaż w Teatrze Maryjskim, gdzie też wystawiano Magiczny flet w większej obsadzie od 23 kwietnia [11 kwietnia wg kalendarza juliańskiego] 1893. Drigo był bardzo chwalony przez krytyków:
„Pan Drigo zadziwia słuchacza swą zdolnością, by utworzyć bliską bezgranicznej rozmaitość pięknych rytmów tanecznych i melodii, wszystko obejmując bogatą, prawie symfoniczną orkiestracją”.
Le Réveil de Flore (Przebudzenie Flory)
Następną partyturę Drigo napisał dla baletu Le Réveil de Flore (Przebudzenie Flory ) Mariusa Petipa, balet jednoaktowy zamówiony specjalnie na uroczystość w Pałacu Peterhof na cześć ślubu Wielkiej Księżnej Ksenii Aleksandrownej z wielkim księciem Aleksandrem Michaiłowiczem. Premiera 6 sierpnia [25 lipca] 1894 była wielką uroczystością, z widownią złożoną w całości z carskiego dworu. Za jego partyturę Le Réveil de Flore car Aleksander III przyznał Drigo order Św. Anny.
Podobnie jak La Flûte magique tak i Le Réveil de Flore został przeniesiony na deski Teatru Maryjskiego, gdzie miał premierę 20 stycznia [8 stycznia] 1894. balet wkrótce stał się ulubionym balerin tej epoki, między nimi Matyldy Krzesińskiej (odtwórczyni głównej roli Flory), Tamary Karsawiny a szczególnie Anny Pawłowej, która skróconą wersję tego baletu włączyła do swego światowego tournée.

### Jezioro Łabędzie
W końcu 1894 Drigo przygotował poważną rewizję partytury Czajkowskiego dla Jeziora Łabędziego, które pierwotnie zrobiło klapę na deskach Teatru Bolszoj w Moskwie 22 lutego 1877, głównie przez inscenizację i nieudaną choreografię W. Reisingera, chociaż muzyki Czajkowskiego też wówczas niedoceniono. Idąc za sukcesem Śpiącej królewny i Dziadka do orzechów, Iwan Wsiewołożski – wyraził zainteresowanie ponownym wystawieniem baletu. Drigo wspominał:
„...Znałem niezadowolenie (Czajkowskiego) z instrumentacji (Jeziora Łabędziego) i, że zamierzał zająć się tą sprawą, ale nigdy nie zdołał tego zrobić”.
Czajkowski zmarł 6 listopada [25 października] 1893 jak tylko plany wznowienia Jeziora Łabędziego zaczynały przychodzić do realizacji. Wznowienie zostało zaplanowane na sezon 1894/1895, w inscenizacji Mariusa Petipa i Lwa Iwanowa. Brat Modest Czajkowski pochwalał powierzenie Drigo zadania przejrzenia partytury, co kompozytor zrobił zgodnie z instrukcjami Petipa. W swych wspomnieniach dotyczących redakcji tej partytury Drigo pisał:
„...to był mój los, jak chirurga, wykonać operację na Jeziorze Łabędzim i bałem się, że mógłbym nie uchwycić indywidualności wielkiego rosyjskiego mistrza”.
Wznowienie wystawiono pierwszy raz 27 stycznia [15 stycznia] 1895 w Teatrze Maryjskim z primabaleriną Pieriną Legnani w podwójnej roli Odette i Odile. Wersja Drigo partytury Czajkowskiego (z choreografią Petipy i Iwanowa) odniosła niebywały sukces – została klasycznym wielkim baletem. Partytura Drigo stała się ostateczną redakcją wystawienia Jeziora Łabędziego i nadal jest do pewnego stopnia używana przez zespoły baletowe na świecie. Ale, Drigo jest rzadko wspominany kiedy jego redakcje są wykonane.

### La Perle(Perła)

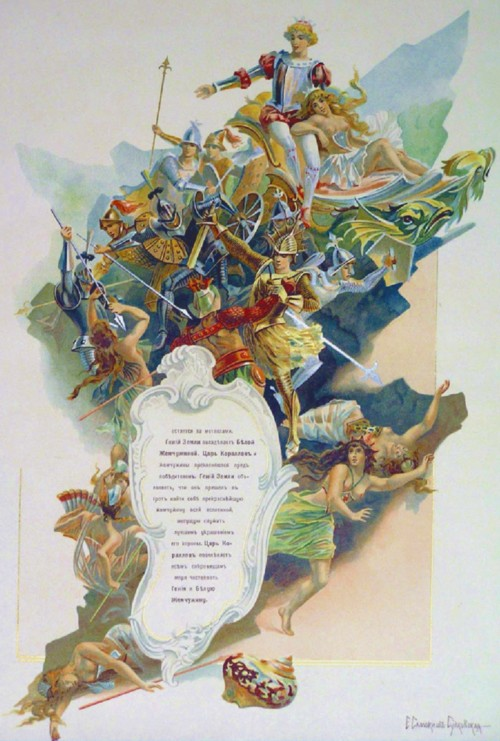
Strona z ilustrowanego libretta baletu La Perle Riccardo Drigo, z programu uroczystości w Teatrze Bolszoj Moskwy na cześć koronacji pary carskiej Mikołaja II i Aleksandry Fiodorowny. 29 maja [17 maja wg kalendarza juliańskiego] 1896.

Następną partyturą Drigo dla baletu była La Perle (zw. też Прелестная жемчужина – Piękna perła), na galę w Teatrze Bolszoj w Moskwie na cześć koronacji pary carskiej Mikołaja II i Aleksandry Fiodorowny. Balet wystawiono po raz pierwszy 29 maja [17 maja] 1896 po wykonaniu Życia dla Cara Glinki.

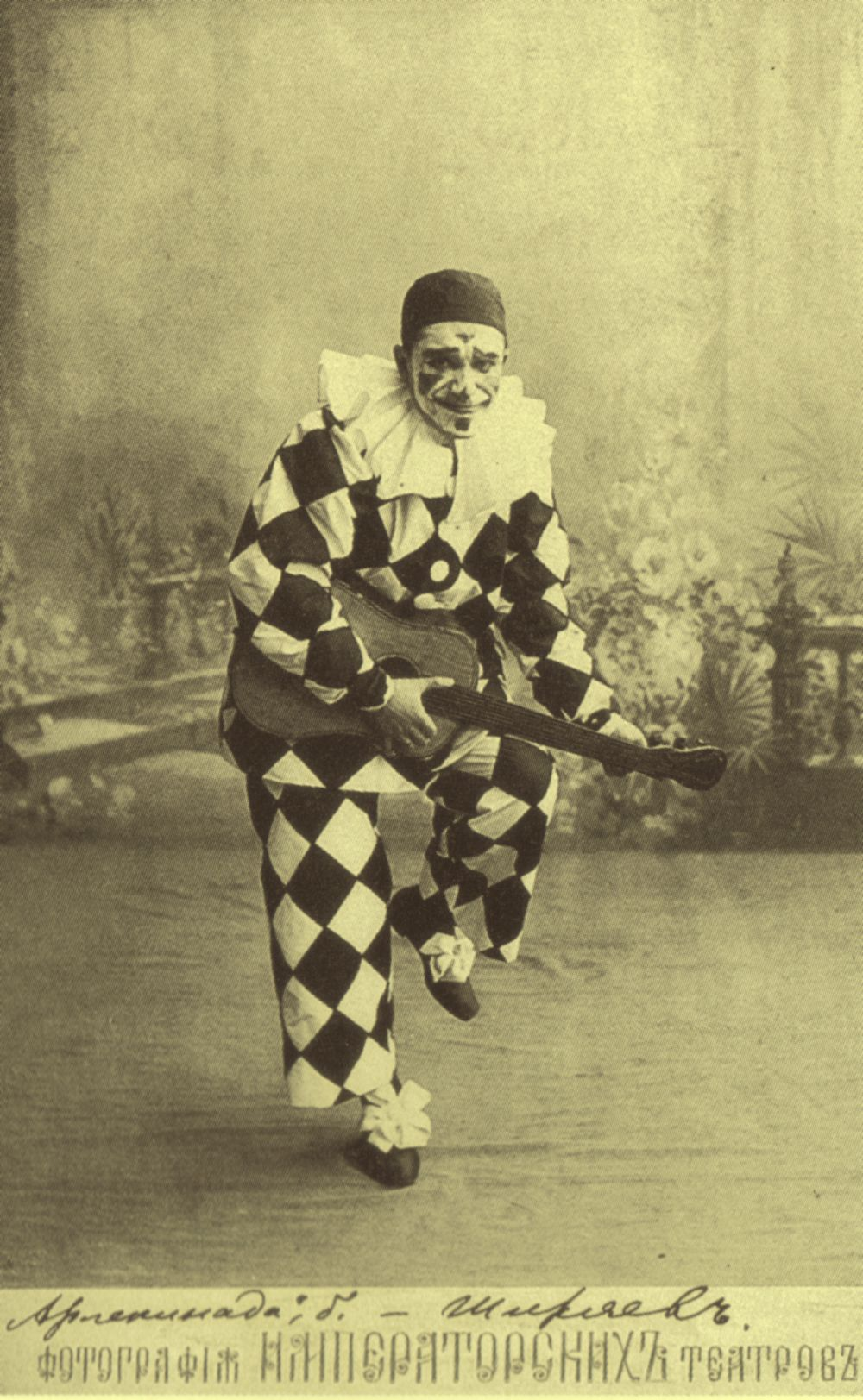
Aleksandr Sziriajew (Ширяев, Александр Викторович) jako Arlekin w balecie Drigo i Petipa Les millions d'Arlequin. Tu, Sziriajew trzyma gitarę-rekwizyt ze sławnego baletu Sérénade. Petersburg, ok. 1905

### Les millions d’Arlequin
W 1899 Petipa zaczął pracę nad scenariuszem, ponieważ balet bazował na epizodach od włoskiej comedia dell’arte, który on nazwał Les millions d’Arlequin. Balet wystawił pierwszy raz w Teatr Ermitażu 23 lutego [10 lutego wg kalendarza juliańskiego] 1900 z Matyldą Krzesińską w roli Colombiny a Gyorgy Kyakszt wystąpił w roli Arlekina. Balet wystawiono w obecności pary carskiej i dworu, z jej aplauzem po opadnięciu kurtyny. Na życzenie carowej balet ten wystawiono dodatkowo jeszcze 2 razy na scenie Teatru Maryjskiego, 26 lutego [S. O. wg kalendarza juliańskiego] 1900. W tym czasie Drigo zapragnął opublikować wyciąg fortepianowy u Zimmermanna, część z kolegów Drigo zachęcało kompozytora, by poświęcić partyturę carowej. Drigo przedstawił prośbę ministrowi dworu, co spowodowało przydługą korespondencję celem upewnienia się czy fabuła i muzyka są godne by je zadedykować małżonce cara. Ostateczna odpowiedź była sprzyjająca i dedykacja została uprzejmie przyjęta.

### Późniejsze lata w Rosji
Na wiosnę 1902, Drigo i grupa tancerzy z Cesarskiego Baletu została zaproszona przez Raoula Gunsbourg, dyrektora Opéra de Monte Carlo, do wystawienia baletu w Monaku. Drigo skomponował muzykę do baletu- divertissementa pt. La Côte d’Azur ( Lazurowe wybrzeże) do libretta księcia Alberta I. Balet został wystawiony po raz pierwszy w Salle Garnier 30 marca 1902, a tańczyła w nim primabalerina Olga Prieobrażenska.
Ostatecznie oryginalna partytura wielkiego baletu Drigo była też dziełem Mariusa Petipa – był to balet fantastyczny pt. La Romance d’un Bouton de rose et d’un Papillon. Balet miał mieć swą premierę w Teatrze Ermitażu na 5 lutego [23 stycznia wg kalendarza juliańskiego] 1904, ale nagle został odwołany, oficjalnie jako powód podano wybuch wojny rosyjsko-japońskiej.
Drigo pojechał na wakacje rodzinnych Włoch w okresie gdy wybuchła I wojna światowa w 1914, co uniemożliwiło mu powrót do Rosji przez następne dwa lata. Wkrótce po przyjeździe do Piotrogrodu został eksmitowany mieszkania Grand Hotelu, który został przerobiony na biura dla rządu sowieckiego. Był to czas gdy Drigo był zmuszony żyć w ubóstwie w obozie wraz z grupą włoskich emigrantów. Później wspominał wiele zimnych wieczorów, które spędził z bliskim przyjacielem i kolegą Aleksandrem Głazunowem, czekając godzinami w kolejkach po chleba i później wioząc rację do domu przez śnieg na sankach. Po swym pierwszym występie jako dyrygent po powrocie do byłego Cesarskiego Teatru Maryjskiego, Drigo otrzymał piętnastominutową owację na stojąco od widowni.

### Powrót do Włoch
W końcu 1919 Drigo powrócił do rodzinnych Włoch. W gali pożegnalnej w Teatrze Maryjskim, Mistrz Baletu Fiodor Łopuchow wykonał nową wersję baletu Drigo i Petipa La Romance d’un Bouton de rose et d’un Papillon, a na zamknięcie gali, sławny bas Fiodor Szalapin przeczytał emocjonalną mowę pożegnalną po włosku i rosyjsku. To były czasy rewolucyjnego zamętu i Drigo pozwolono wziąć tylko 60 kilogramów, więc Drigo zostawił wszystko Rosji z wyjątkiem zbioru rękopisów partytur, które używał doraźnie jako poduszka podczas dwumiesięcznej podróży do Padwy przez Odessę i Konstantynopol.
W 1920 Drigo przyjął posadę kapelmistrza w Teatro Garibaldi w Padwie, gdzie zaczynał swą karierę wiele lat wcześniej. W 1926 skomponował operę komiczną Flaffy Raffles dla Teatro Verdi w Padwie, a w r. 1929 wystawiono jego ostatnia operę opera Il garofano bianco (Biały goździk) w Teatro Garibaldi. Schyłek życia spędził, komponując msze i różne piosenki.
Riccardo Drigo zmarł 1 października 1930 w wieku 84 lat, w miejscu urodzenia, w Padwie. Dziś w Padwie jest ulica nazwana Via Riccardo Drigo na cześć kompozytora.

## Dzieła

### Opery
- Don Pedro di Portogallo. 25 lipca 1868, Teatro nuovo di Padova, Padwa.
- La Moglie Rapita. 6 marca [22 lutego wg kalendarza juliańskiego] 1884, Teatr Maryjski.
- Flaffy Raffles. 1926 (?),Teatro Verdi, Padwa.
- Il Garafano Bianco (Biały goździk). 1929. Garibaldi Theatre, Padwa.

### Balety
- La Forêt enchantée (Zaczarowany las). Balet fantastyczny w jednym akcie. Choreografia Lew Iwanow. 5 kwietnia [24 marca wg kalendarza juliańskiego] 1887, Cesarska Szkoła Baletu. 15 maja [3 maja wg kalendarza juliańskiego] 1887, Teatr Maryjski.
- Le Talisman. Wielki balet w czterech aktach i siedmiu scenach z prologiem i apoteozą. Z choreografią Mariusa Petipa. 6 lutego [25 stycznia wg kalendarza juliańskiego] 1889, Teatr Maryjski.
- La Flûte magique (Magiczny flet). Balet komiczny w jednym akcie. Choreografia Lew Iwanow. 4 lutego [23 stycznia wg kalendarza juliańskiego] 1893, Cesarska Szkoła Baletu. 23 kwietnia [11 kwietnia wg kalendarza juliańskiego] 1893, Teatr Maryjski.
- Le Réveil de Flore (Przebudzenie Flory). Balet w jednym akcie. Choreografia Marius Petipa. 8 sierpnia [28 lipca wg kalendarza juliańskiego] 1894, Cesarski Teatr Peterhof. 6 sierpnia [25 lipca wg kalendarza juliańskiego] 1894. 14 styczniowego [2 stycznia wg kalendarza juliańskiego] 1895, Teatr Maryjski.
- Les Dryades prétendues. Balet w jednym akcie, dwóch scenach. Choreografia Pawieł Gerdt. 11 kwietnia [23 kwietnia wg kalendarza juliańskiego] 1899, Teatr rosyjskiego Muzeum JM Aleksandra III. Muzyka oparta na Cesare Pugni Éoline ou La Dryade.
- La Perle (Perła). Divertissement baletu w jednym akcie z apoteozą. Choreografia Marius Petipa. 29 maja [17 maja wg kalendarza juliańskiego] 1896, Teatr Bolszoj. 15 lutego [3 lutego wg kalendarza juliańskiego] 1898, Teatr Maryjski.
- Les millions d’Arlequin (Arlekinada). Arlekinada w dwóch aktach. Choreografia Marius Petipa. 23 lutego [10 lutego wg kalendarza juliańskiego] 1900, Teatr Ermitażu, 26 lutego [13 lutego wg kalendarza juliańskiego] 1900, Teatr Maryjski
- La Côte d’Azur (Lazurowe wybrzeże). Balet komiczny w 2 aktach. Choreografia Al. Sziriajew. 30 marca 1902, Salle Garnier, Monte Carlo.
- La Romance d’un Bouton de rose et d’un Papillon. Balet fantastyczny w jednym akcie, trzech scenach. Choreografia Marius Petipa. 5 lutego [23 stycznia wg kalendarza juliańskiego] 1904, Teatr Ermitażu (tylko prapremiera).
- Le Porte – bonheur (nowa wersja Talizmanu). Choreografia Luigi Tornelli. 18 lipca 1908, La Scala.
- Le Conte du Bouton de rose (Opowieść różanego pąka wznowienie La Romance d’un Bouton de rose et d’un Papillon). Choreografia Fiodor Łopuchow. 16 kwietnia 1919, Teatr Maryjski.

### Adaptacje istniejących partytur
- La Esmeralda, 1886. Oryginalną partyturę napisał Cesare Pugni, 1844.
- Catarina, ou La Fille du bandit, 1888. Oryginalną partyturę napisał Cesare Pugni, 1846.
- La Sylphide (Sylfida), 1892. Oryginalną partyturę napisał Jean-Madeleine Schneitzhoeffer, 1832[2].
- Le Roi Candaule, 1891. Oryginalną partyturę napisał Cesare Pugni, 1868.
- Jezioro Łabędzie, 1895. Oryginalną partyturę napisał Piotr Czajkowski, 1877.
- Les Caprices du Papillon, 1895. Oryginalną partyturę napisał Nikołaj Krotkow, 1889.
- Les Élèves de Dupré, 1897 (jednoaktowa wersja L’Ordre du Roi Mariusa Petipa). Oryginalną partyturę napisał Albert Vizentini, 1886.
- La fille mal gardée (Córka źle strzeżona, Тщетная просторожность), balet pierwotnie oparty na muzyce nieznanych kompozytorów, 1789; z muzyka uzupełnioną przez L. Delibes’a, Cesare Pugni, L. Minkusa, R. Drigo i innych z choreografią Mariusa Petipy i Lwa Iwanowa, Teatr Maryjski, 15 grudnia 1885[3].